# DM i landevejscykling 2008
Danmarksmesterskaberne i landevejscykling 2008 blev afholdt fra 26. – 29. juni 2008 i Faaborg på Fyn. Konkurrencerne for U23 blev afholdt 30. maj og 1. juni i Herning.
| Event           | Guld                         | Sølv               | Bronze                |
| --------------- | ---------------------------- | ------------------ | --------------------- |
| Herrer - Elite  |                              |                    |                       |
| Enkeltstart     | Lars Bak                     | Frank Høj          | Michael Blaudzun      |
| Linjeløb        | Nicki Sørensen               | Matti Breschel     | Jens-Erik Madsen      |
| Herrer - U23    |                              |                    |                       |
| Enkeltstart     | Michael Færk Christensen     | Daniel Kreutzfeldt | Anders Hillingsø      |
| Linjeløb        | Mads Rydicher                | Philip Nielsen     | Nikola Aistrup        |
| Herrer - Junior |                              |                    |                       |
| Enkeltstart     | Jimmi Sørensen               | Sebastian Lander   | Frederik Just Jernov  |
| Linjeløb        | Mathias Frostholm Kristensen | Sebastian Lander   | Mathias Lisson        |
| Damer - Elite   |                              |                    |                       |
| Enkeltstart     | Linda Villumsen              | Trine Schmidt      | Maja Adamsen          |
| Linjeløb        | Linda Villumsen              | Maja Adamsen       | Iben Bohé             |
| Damer - Junior  |                              |                    |                       |
| Enkeltstart     | Maria Grandt Petersen        | Julie Leth         | Michelle Lauge Quaade |